# Варшавський трактат (1772)

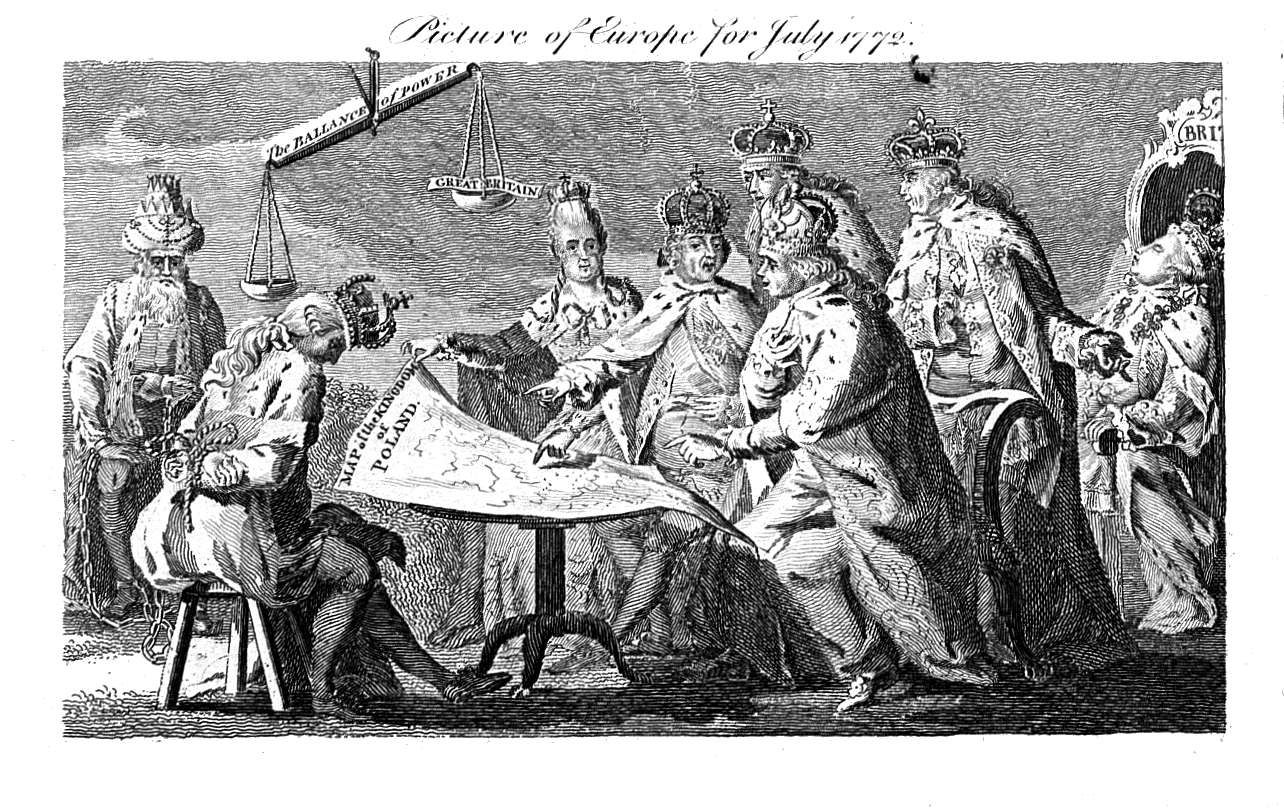
Англійська карикатура 1772 на Перший розділ Польщі

Варшавський трактат 1772 - міжнародний договір, укладений польським королем і сеймом з Російською імперією, Королівством Пруссія та Австрійською імперією у Варшаві і узаконений Перший розділ Речі Посполитої, проведений цими державами.
Коли Росія придушила і знищила Барську конфедерацію в Польщі, а Російсько-турецька війна наближалася до щасливого закінчення, король Пруссії Фрідріх II, побоюючись різкого посилення російської могутності завдяки перемогам над Османською імперією і повному переважанню російського впливу в Польщі, склав план розділу останньої, при чому Росія отримала б винагороду за турецьку війну в польських землях, а Пруссія та Австрія мали також отримати частину останніх. Він встиг схилити до цього плану Австрію та Росію. Три двори уклали між собою союз і зайняли своїми військами: Пруссія - східну, або королівську, Пруссію, Австрія - Галичину і частину Поділля, Росія - Білорусь.
Після цього скликаний був у Польщі сейм, маршалом чи президентом якого став, отримуючи 3000 червонців місячної платні від союзних держав, князь Адам Понінський. Сейм змушений був вирішувати справи з більшості голосів; протестуючі члени сейму, які не йшли на підкуп, були виключені, інші змушені призначити делегацію, яка мала укласти трактат із союзниками про поступку ним зайнятих ними земель. Це було виконано і трактат був затверджений сеймом. Росія отримала 2200 кв. миль та близько 1 500 000 жителів, Австрія - 1600 кв. миль та 2 500 000 жителів, Пруссія – 700 кв. миль з 900 000 жителів, залишивши, однак, Польщі Гданськ і Торунь.
Держави, які брали участь у розділі, гарантували Польщі недоторканність інших її володінь, а Росія, крім того, зобов'язалася охороняти встановлене в ній правління, зміцнюючи таким чином свій вплив у Польщі. Викликаний політикою Пруссії трактат їй і приніс найбільші вигоди, але поляки вважали головною винуваткою його Росію, і це збільшувало бажання їх скинути російський вплив.